# Lies Lies Lies
Lies Lies Lies è un singolo del cantante country statunitense Morgan Wallen, pubblicato il 5 luglio 2024 come primo estratto dal quarto album in studio I'm the Problem.

## Antefatti e pubblicazione
In occasione del primo anniversario dalla pubblicazione del suo terzo album in studio, One Thing at a Time, Wallen ha pubblicato una raccolta digitale intitolata Abbey Road Session, contenente sette brani in versione live registrati allo Studio Due della Abbey Road Studios di Londra. Nella collezione è stata aggiunta la prima interpretazione completa di Lies Lies Lies. In precedenza, infatti, il brano, ancora senza un titolo, era stato eseguito il 21 febbraio 2024 durante una sessione acustica per iHeartRadio alla SoHo House di Nashville, Tennessee, insieme ai colleghi Hardy e Ernest.
Il 2 maggio, durante il concerto di Nashville del suo tour One Thing at a Time Tour, l'autore si esibisce per la prima volta dal vivo con il brano.
Il 7 giugno, durante uno spettacolo a Virginia Beach, Wallen annuncia la pubblicazione di Lies Lies Lies come singolo, prevista per il 5 luglio.

## Descrizione e testo
Lies Lies Lies ruota attorno al tema della delusione amorosa, della separazione tra partner e dell'inganno. Tramite un testo "toccante", l'autore affronta una relazione amorosa molto caotica. Wallen supplica la sua partner di riconciliarsi e teme che possa far nuovamente abuso di alcool nel mentre.

## Classifiche

### Classifiche settimanali
| Classifica (2024) | Posizione massima |
| ----------------- | ----------------- |
| Australia         | 35                |
| Canada            | 10                |
| Irlanda           | 50                |
| Norvegia          | 38                |
| Regno Unito       | 58                |
| Stati Uniti       | 7                 |

### Classifiche di fine anno
| Classifica (2024) | Posizione |
| ----------------- | --------- |
| Canada            | 64        |
| Stati Uniti       | 50        |